# Muang Sikhôttabong
Muang Sikhôttabong är ett distrikt i Laos.   Det ligger i provinsen Vientiane, i den västra delen av landet, 13 km väster om huvudstaden Vientiane.